# جزر العذراء الأمريكية
جزر العذراء الأمريكية (بالإنجليزية: United States Virgin Islands) وتختصر USVI، واسمها رسميا جزر العذراء التابعة للولايات المتحدة (بالإنجليزية: Virgin Islands of the United States)، هي مجموعة من الجزر في منطقة البحر الكاريبي وهي منطقة جزرية في الولايات المتحدة. تتبع الجزر جغرافيا أرخبيل جزر العذراء وتقع في جزر ليوارد في جزر الأنتيل الصغرى.
تتكون جزر العذراء الأمريكية من الجزر الرئيسية سانت كروا، سانت جون، سانت توماس، والعديد من الجزر الصغيرة المحيطة الأخرى. وتبلغ المساحة الإجمالية للأراضي 133.73 ميلا مربعا (346.36 كم مربع). عاصمة الإقليم هي شارلوت أمالي في جزيرة سانت توماس.
كانت تدعى سابقا جزر الهند الغربية الدنماركية عندما كانت جزءا من مملكة الدانمارك-النرويج وبيعت إلى الولايات المتحدة من قبل الدانمارك في معاهدة جزر الهند الغربية الدانماركية لعام 1916. وتصنفها الأمم المتحدة كإقليم غير متمتع بالحكم الذاتي، وهي حاليا إقليم منظم وغير تابع للولايات المتحدة. وتنظم جزر العذراء الأمريكية بموجب القانون الأساسي المنقح لعام 1954 لجزر العذراء، وعقدت منذ ذلك الحين خمس اتفاقيات دستورية. وقد رفض الكونغرس الأمريكي في عام 2010 آخر دستور تم وضعه (والوحيد الذي تم تقديمه)، الذي اعتمده المؤتمر الدستوري الخامسة لجزر العذراء الأمريكية في عام 2009، والذي حث المؤتمر على الانعقاد لمعالجة مخاوف الكونغرس وإدارة أوباما مع الوثيقة المقترحة . وقد اجتمع المؤتمر الدستوري الخامس لجزر العذراء التابعة للولايات المتحدة في أكتوبر 2012 لمعالجة هذه المخاوف، ولكنها لم تتمكن من إصدار دستور منقّح قبل الموعد النهائي المحدد في 31 أكتوبر.
بلغ عدد السكان 106,405 نسمة في عام 2010،  ومعظمهم من أفارقة الكاريبي. وتشكل السياحة والفئات ذات الصلة النشاط الاقتصادي الرئيسي، حيث توظف نسبة عالية من القوى العاملة المدنية غير الزراعية التي بلغ مجموعها 42,752 شخصا في عام 2016. (بلغ مجموع القوى العاملة غير الزراعية 48,278 شخصا). وشكلت وظائف القطاع الخاص 71 في المائة من مجموع القوى العاملة. وبلغ متوسط راتب القطاع الخاص 34,088 دولارا، وبلغ متوسط راتب القطاع العام 52,572 دولارا.
وفي تقرير صدر في مايو 2016، تم تصنيف حوالي 11,000 شخص على أنهم يشاركون في بعض جوانب الزراعة في النصف الأول من عام 2016، ولكن هذه الفئة تشكل جزءا صغيرا من الاقتصاد الكلي. (تمتلك الجزر قطاعا كبيرا لتصنيع الرم). في ذلك الوقت، كان هناك ما يقرب من 607 وظائف في مجال التصنيع و 1,487 وظيفة في مجال الموارد الطبيعية والبناء. وكانت الحكومة هي أكبر صاحب عمل. في منتصف فبراير 2017، واجه الإقليم أزمة مالية بسبب مستوى الديون المرتفع جدا قدره مليارين من الدولارات وعجز هيكلي في الميزانية قدره 110 مليون دولار.

## تاريخ
كانت جزر العذراء الأمريكية موطنًا أصليًا لشعوب السيبوني والكاريب والأراواك. أطلق كريستوفر كولومبوس هذا الاسم على الجزر خلال رحلته الثانية عام 1493، وذلك تكريمًا للقدّيسة أورسولا ورفيقاتها العذراوات. وخلال القرون الثلاثة التالية، تعاقبت عدة قوى أوروبية على السيطرة على الجزر، شملت إسبانيا وبريطانيا وهولندا وفرنسا وفرسان مالطا والدنمارك. وفي عام 1917م (1336هـ)، اشترت الولايات المتحدة الجزر من الدنمارك مقابل 25 مليون دولار، ومنحت سكانها الجنسية الأمريكية اعتبارًا من عام 1927.

## تقسيمات إدارية
الجزر مقسمة إدارياً إلى ثلاثة أقسام رئيسية:
- سينت كروا
- سانت جون
- سانت توماس

## الأديان
الأديان الموجودة في الجزر العذراء الأمريكية أورشا، مسيحية، إسلام.